# Clavija latifolia
Clavija latifolia là một loài thực vật có hoa trong họ Anh thảo. Loài này được (Willd. ex Roem. & Schult.) K.Koch mô tả khoa học đầu tiên năm 1859.